# Bernardo Tasso
Bernardo Tasso (ur. 11 listopada 1493 w Bergamo, zm. 5 września 1569 w Ostiglii) – dworzanin i poeta, uznany za jednego z największych w literaturze włoskiej późnego renesansu; jego dojrzała twórczość jest zaś wyrazem kryzysu tej epoki.

## Twórczość
Bernardo Tasso zasłynął początkowo jako liryk horacjański, pisarz sielanek i wierszy miłosnych, również autor obszernego romansu rycerskiego L'Amadigi, liczącego sto pieśni. Po śmierci żony w 1556, nawiązawszy kontakt z wybitnymi postaciami kontrreformacji, zwrócił się w stronę poezji religijnej wiernej ideałom soboru trydenckiego. Porównywano go wówczas do Michała Anioła czy Vittorii Colonny. Przyćmiony sławą swojego syna, Torquato'a, popadł on jednak dość szybko w zapomnienie.
W Polsce znana jest jego twórczość psalmiczna wiernie tłumaczona przez Sebastiana Grabowieckiego.

## Polskie przekłady
Wiersze religijne Tassa znane są polskiemu czytelnikowi dzięki dwudziestu wiernym przekładom Sebastiana Grabowieckiego włączonym do jego Setnika rymów duchownych.
| Tłumaczenia S. Grabowieckiego           | Oryginały B. Tassa                                |
| --------------------------------------- | ------------------------------------------------- |
| XXIV Władco najwyższy, czemu            | Salmo I Perche sommo Motore                       |
| XXVII A długoż, Panie, ta moja błędliwa | Salmo II Sin a quando Signor, questa suiata anima |
| XXXI Twego ratunku, Boże                | Salmo VII Il yuo aiuto, o Signore                 |
| XLIV Wiem, o przednie władnący          | Salmo III Io so somo Motore                       |
| LI Twej łaski promień, Panie wysokości  | Salmo IV De la tua gratia il raggio, alto Signore |